# FAM71E1
FAM71E1 (англ. Family with sequence similarity 71 member E1) – білок, який кодується однойменним геном, розташованим у людей на довгому плечі 19-ї хромосоми. Довжина поліпептидного ланцюга білка становить 247 амінокислот, а молекулярна маса — 27 609.
| 10         |  | 20         |  | 30         |  | 40         |  | 50         |
| ---------- |  | ---------- |  | ---------- |  | ---------- |  | ---------- |
| MGPPLWPDLQ |  | EPPPPGTSSQ |  | IRSPLLCDVI |  | KPAPHHDVTV |  | RVVPPPRFLP |
| LLLRPLPSDG |  | DIAMRRDRGP |  | KPALGGAGEV |  | EPGGMAASPT |  | GRPRRLQRYL |
| QSGEFDQFRD |  | FPIFESNFVQ |  | FCPDIYPAPT |  | SDLWPQVTRL |  | GEVANEVTMG |
| VAASSPALEL |  | PDLLLLAGPA |  | KENGHLQLFG |  | LFPLKFVQLF |  | VHDKSRCQLE |
| VKLNTSRTFY |  | LQLRAPLKTR |  | DREFGQWVRL |  | LYRLRFLSAS |  | AVPFTQE    |

A: Аланін

C: Цистеїн

D: Аспарагінова кислота

E: Глутамінова кислота

F: Фенілаланін

G: Гліцин

H: Гістидин

I: Ізолейцин

K: Лізин

L: Лейцин

M: Метіонін

N: Аспарагін

P: Пролін

Q: Глутамін

R: Аргінін

S: Серин

T: Треонін

V: Валін

W: Триптофан

Задіяний у такому біологічному процесі, як альтернативний сплайсинг. 